# Cupha sangirica
Cupha sangirica är en fjärilsart som beskrevs av Hans Fruhstorfer 1912. Cupha sangirica ingår i släktet Cupha och familjen praktfjärilar. Inga underarter finns listade i Catalogue of Life.